# Brillenwaldsänger
Der Brillenwaldsänger (Myioborus melanocephalus) ist ein kleiner Singvogel aus der Gattung Myioborus in der Familie der Waldsänger (Parulidae). Die Art bildet mit dem Schwarzohr-Waldsänger (Myioborus ornatus) eine Superspecies, zu der möglicherweise auch der Weißstirn-Waldsänger (Myioborus albifrons) und der Gelbkronen-Waldsänger (Myioborus flavivertex) gehören. Das Verbreitungsgebiet des Brillenwaldsängers befindet sich in Südamerika (Kolumbien, Ecuador, Peru und Bolivien). Von der IUCN wird er als „nicht gefährdet“ (englisch least concern) geführt.

## Merkmale
Brillenwaldsänger erreichen eine Körperlänge von 13,0 bis 13,5 Zentimetern. Die Flügellänge beträgt bei den Männchen 6,1 bis 7,4 Zentimeter; bei den Weibchen 6,3 bis 7,0 Zentimeter. Bei der Nominatform sind bei den adulten Tieren und Jungvögeln ab dem ersten Jahr die Krone und die Zügel schwarz und die Ohrdecken schwärzlich; nach hinten in den Nackenbereich läuft es grauer aus. Die auffallenden gelben Augenringe, die oft durch ein schmales gelbes Band über der Stirn miteinander verbunden sind, bilden eine hervorstechende Brille. Der Nacken, die Nackenseiten und das Oberseitengefieder mit einem schwach oliv getönten Mantel sind dunkelgrau. Die Flügel sind schwärzlich mit schmalen grauen Federrändern. Das Unterseitengefieder ist gelb, der Schwanz ist schwärzlich mit äußeren weißen Federn und die Unterschwanzdecken sind weiß. Der Schnabel und die Beine sind schwärzlich. 

## Vorkommen, Ernährung und Fortpflanzung
Brillenwaldsänger sind Standvögel, die nur begrenzt innerhalb der Höhenlagen wechseln. Sie bewohnen in Höhen von 2000 bis 3300 Metern Nebelwälder, feuchte Bergwälder sowie Waldränder und das daran angrenzende Gebüsch. Oft sind sie in der Nähe der Baumgrenze zu beobachten. Bei ihren Streifzügen bilden sich gewöhnlich kleine Familienverbände oder Gruppen, die oft mit anderen Vogelarten vergesellschaftet sind. Ihre Nahrung besteht aus Insekten und anderen Wirbellosen. Diese suchen sie in den höheren Lagen der Bäume, meist im Baumkronendach, fangen sie wie die Fliegenschnäpper von einer Warte aus oder suchen sie oberhalb der Büsche. Manchmal sind sie auch in Höhen von 2 Metern in den Bäumen bei der Nahrungssuche zu beobachten. Beim Zusammentreffen mit dem Larvenwaldsänger (Myioborus miniatus) zeigen Brillenwaldsänger oftmals ein aggressives Verhalten.
Zum Nestbau gibt es keine Untersuchungen. Möglicherweise ähnelt er dem des nah verwandten Schwarzohr-Waldsängers. Auch sind keine genauen Brutperioden, Brut- und Nestlingszeiten bekannt. Ein Gelege besteht gewöhnlich aus zwei Eiern. Diese Feststellung geht darauf zurück, dass man mehrere Familienverbände Mitte Februar in der Nähe von Cuenca in Ecuador beobachtet hat; die Elterntiere fütterten meist zwei gerade flügge gewordene Jungvögel. Weitere Sichtungen von flügge gewordenen Jungvögeln gab es im März, April, Juni, Juli und September im Nordwesten von Ecuador sowie im Februar und März am Amazonas in Peru, im Juni und Dezember im zentralen Peru und im Januar in La Paz in Bolivien.

## Unterarten und Verbreitung
Es gibt fünf anerkannte Unterarten:

Verbreitung

- Myioborus m. melanocephalus (Tschudi, 1844) – Verbreitet in Zentralperu.
- Myioborus m. ruficoronatus (Kaup, 1852) – Kommt in Ecuador und im äußersten Südwesten von Kolumbien vor. Die Unterart unterscheidet sich von Myioborus m. griseonuchus durch den größeren rötlich-braunen Kronenfleck und den gelben Unterbartbereich.
- Myioborus m. bolivianus Chapman, 1919 – Vorkommen gibt es im Süden von Peru und im westzentralen Bolivien. Ist geringfügig schmaler als die Nominatform und das gelbe Unterseitengefieder ist etwas blasser.
- Myioborus m. griseonuchus Chapman, 1927 – Verbreitet im Nordwesten von Peru. Die Unterart hat einen schmaleren rötlich-braunen Kronenfleck als Myioborus m. ruficoronatus.
- Myioborus m. malaris Zimmer, 1949 – Kommt im Norden von Peru vor. Ähnelt der Nominatform. Die Ohrdecken sind mehr schwarz und auch der Unterbartbereich ist schwarz.